# 两岸一家亲 (中共)
兩岸一家親，前稱兩岸一家人，是由中共中央總書記習近平提出的對台工作方針，最早出現於2013年。強調中國大陸與台灣人民之間的血緣相連，如同一個家庭，是一個中國原則的九二共識、中华民族伟大复兴與中國夢的一部份，用以解決台灣問題，以此推進中國統一。於2014年寫入《中華人民共和國全國政協十二屆二次會議》政治決議，於2021年寫入中國共產黨十九屆六中全會決議中。
在2015年習馬會的閉門會談中，曾經列入兩岸一家親。台灣民眾黨主席柯文哲提出的一五新觀點，也將兩岸一家親列入其中。

## 概論
兩岸一家親的方針，最早出現於2013年亞洲博鰲論壇，習近平接見台灣代表蕭萬長，提出「兩岸一家人」，希望促進兩岸經濟合作。同年，習近平在北京人民大會堂接見中國國民黨榮譽主席吳伯雄，再度提出兩岸一家人，希望共同達成中華民族復興。在同年10月亞太經濟合作會議中，習近平在印尼峇里島再度接見臺灣兩岸共同市場基金會榮譽董事長蕭萬長，將「兩岸一家人」改為「兩岸一家親」，此後成為對台工作的主要宣傳理念。
2021年中國共產黨十九屆六中全會後，中共中央公布《中共中央關於黨的百年奮鬥重大成就和歷史經驗的決議》，以兩岸一家親為政策核心。中華民國陸委會曾發表聲明，主張中華民國是主權獨立國家，台灣從來不是中華人民共和國的一部分，兩岸互不隸屬為歷史事實，希望中華人民共和國尊重台灣民意。

## 歷史
2014年2月18日，中共中央总书记习近平会见前往北京访问的中国国民党前主席连战时首次面向台湾人民发表了《共圆中华民族伟大复兴的中国梦》，內容根据两岸关系发展的形势，提出了一系列習近平個人認為能推动两岸关系和平发展的理念和主张，單方面阐释“两岸一家亲”的道理，從而呼吁两岸人民共同推动两岸关系和平发展，共圆所謂的「中华民族伟大复兴的中国梦」，並正式提出两岸一家亲的理念。
2015年，中共中央總書記習近平在新加坡會晤中華民國總統馬英九，進行兩岸領導人會面。習近平曾提出四個主張（一個中國、兩岸同屬一中、兩岸一家親、反對台獨），經過雙方協商，未放入正式聲明中。在會前致辭中，習近平提出，两岸是「打断骨头连着筋的兄弟」，是「血浓于水的一家人」。
2019年1月2日，習近平在《告台灣同胞書》發表40周年紀念會上講話，再次傳達「兩岸同胞是一家人，兩岸的事是兩岸同胞的家裡事」、「廣大台灣同胞具有光榮的愛國主義傳統，是我們的骨肉天親」、「兩岸同胞血脈相連。親望親好，中國人要幫中國人」、「親人之間，沒有解不開的心結」等兩岸一家親相關理念。